# Alexander Schmook
Alexander Lucas Carl Rudolf Schmook (* 1. Mai 1888 Berlin; † 20. Dezember 1969 Gelnhausen) war ein deutscher Forstmeister und Schriftsteller.

## Leben
Alexander Schmooks Vater war Paul Schmook, Landtagsabgeordneter und Bürgermeister in Schöneberg. So wuchs er im Schöneberger Rathaus auf.
Er studierte in Eberswalde und Hannover-Münden Forstzoologie.
Nach Ausbruch des Ersten Weltkrieges kämpfte er als Kavallerist auf den Schlachtfeldern Flanders, der Champagne und des Artois, sowie rund um Verdun.
Er arbeitete nach dem Krieg zwischen 1918 und 1934 als Förster. Zuletzt im Rang Oberförsters. Er war ab 1929 städtischer Oberförster des Berliner Grunewalds, bis er von den Nationalsozialisten 1934 wegen fehlender Parteizugehörigkeit aus dem Forstdienst entfernt wurde. Sein jahrelanger Streit vor Gericht hiergegen blieb erfolglos.
Schmook lebte bis zum Ende des Zweiten Weltkriegs am Fuß der Schneekoppe, bis er von den Tschechen vertrieben wurde und seine gesamte Habe verlor.
Nach 1945 lebte er in Wächtersbach in Hessen.
Er war befreundet mit Franz Graf von Zedtwitz, dem berühmten, früh verstorbenen Jagdschriftsteller.
Sein Wissen über die Tiere des Waldes und ihre Bejagung verarbeitete er in zahlreichen Sachbüchern, aber auch in Tierromanen, Kinder- und Jugendbüchern und lyrischen Texten. Er schrieb auch unter dem Pseudonym Sandor. 
Er war verheiratet und hatte zwei Kinder.

## Werke
- 1950: Es war im Grunewald...: jagdliche Erinnerinnerungn und Plaudereien des letzten Grunewaldforstmeisters. Hannover, Berlin: Verl. Naturkunde
- 1949: Schicksal im Tierleben. Mainz: Krach
- 1948: Rund um den Bock. Braunschweig, Berlin, Hamburg: Westermann
- 1939: Wenn die Freiheit ruft...: Tierfreundschaften eines alten Waidmannes. Berlin: Vorhut-Verl.
- 1938: Rund um den Hirsch. Berlin: Schlegel
- 1937: Deutsches Wild in Wort und Bild. Berlin: Scherl
- 1937: Schwarzkittel und Rotröcke. Berlin: Vorhut-Verl.
- 1936: Der Fuchs. Berlin: Schlegel
- 1935: Im grünen Revier. Berlin: Vorhut-Verl.
- 1929: Tiertragödien. Neudamm: Neumann

### Gedichte
Bereits als Forstassessor veröffentlichte Schmook Gedichte wie Des Blümlein's "Hab' mich lieb" Erschaffung (Im Felsgeschrof zur Maienzeit/Ein lieblich Blümlein blüht) auf Ansichtskarte.

### Sachbücher
Sein äußerst erfolgreiches Sachbuch Der Fuchs, dessen Erstausgabe bereits 1936 erschien, wurde vielfach neu aufgelegt und weist für die damalige Zeit einen auch in Fachbüchern nicht selbstverständlichen Sinn für ökologische Zusammenhänge auf. Es beschrieb die Biologie der Füchse und ihre Bedeutung im Ökosystem, aber auch die Fuchsjagd. In Bezug auf Letzteres sprach sich das Buch gegen die Falle aus und verfocht stattdessen eine Reihe z. T. wegweisender Alternativen, die für das Tier weitestgehend qualfrei sind. Bereits 1929 hatte Schmook in seinen Tiertragödien den Blick des Jägers auf die Situation der Gejagten gelenkt.
Häufig verwischt in seinen mitreißend geschriebenen fachlichen Büchern mit Titeln wie Jäger und Gejagte die Grenze zwischen Sachbuch und Belletristik.

### Tierromane und Jugendschriften
Schmooks Kinder- und Jugendbücher erschienen u. a. in der Reihe Göttinger Jugend-Bücher, die durch eine besonders liebevolle Ausstattung bestach. Titel wie Fritz und die Tiere, Der Herr des Urwaldes oder der Hunderoman Ich heiße Ratz waren in den 1950er, 1960er und 1970er Jahren bei der Jugend beliebte Werke Schmooks.

## Schallplatten
Der "letzte Forstmeister des Grunewalds" besprach 1932 auch zwei Schellackplatten der Firma Telefunken. Tierlaute in der Winternacht, Tierstimmen im Walde und Die Kunst des Fuchsreizens (Bestellnummern A 1124 und A 1125) waren die Themen der Veröffentlichung.